# Головмох дернистий
Головмох дернистий (Bryum caespiticium) — вид мохів порядку головмохальних (Bryales).

## Поширення
Ареал охоплює такі частини світу: Європа, Африка, Північна Америка, Південна Америка, Азія, Австралія, Нова Зеландія.
Населяє порушений ґрунт, земляні береги, гнилу деревину, каміння, порушені середовища існування; від низьких до високих (0–4000 метрів).

## Характеристика

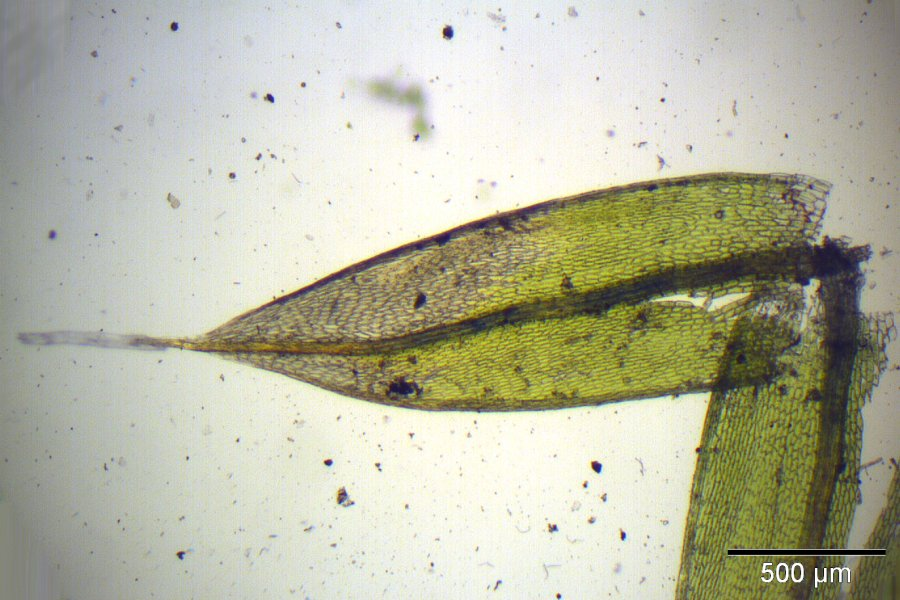

Стебла 0.1–2(3) см. Листки слабо чи помірно увігнуті, 0.5–2(3) мм; краї від плоских до сильно вигнутих; верхівка іноді прозорувата з віком. Спеціалізоване безстатеве розмноження рідкісне, листопадними гілочками розплоду в дистальних пазухах листя та ризоїдальними бульбами, які червоні, сферичні, 100–200 мкм. Коробочка з сегментами ендостома блідо-коричнева, коричнева, червоно-коричнева чи рідше блідо-жовта. Спори 8–14(16) мкм.